# Bergenthal

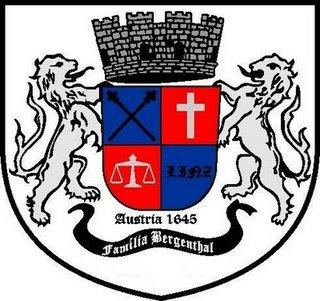
Brasão da família

Bergenthal é um sobrenome originário das cidades de Linz e Bregenz na Áustria.
Símbolo tradicional de famílias de origem colonial, com formação e preparação militar, religiosos e levados aos estudos da justiça, tendo como origens às cidades de Linz e Bregenz na Austria, após alguns descendentes mudaram para Leipizig, Koln e Munique na Alemanha. Homens moradores das montanhas dos arredores de Linz, denominados homens das montanhas ou dos montes tem estudos que a família Bergenthal, em Austríaco ou alemão língua oficial tem essa denominação.Em seu brasão constituído de uma coroa cinza, simboliza a união que predomina na família deste 1645, quando os patriarcas da família reunidos acharam que em uma reunião familiar teria que ser marcada por um brasão que deixasse para todos uma simbologia, os leões são os defensores ferozes do clã ora denominada Bergenthal, as lanças os guerreiros, que com estudos de estratégias e formação militar estavam sempre prontos a serem os defensores da história de seu povo e de sua pátria, a cruz, nos diz ser homens de formação religiosa, católicos, apostólicos.
Alguns com formação mais aprimorada labutavam como juizes nas defesas de seus direitos, muitos até convocados para atuarem nos interesses das cidades, como teve o famoso juiz de Bregenz Juiz Bergenthal, homens culto que se impôs por tomar decisão sabias que perpetuaram em leis .
A cidade de Linz, berço da família Bergenthal, Áustria tem suas cidades com histórias de homens desbravadores, guerreiros e muitos com cultura acima da média, consta que Linz Bergenthal tem esse nome em homenagens a cidade, foi um grande político da época entre 1645 a 1700, quem sabe maior patriarca da família da época. Hoje temos conhecimentos que a família esta em todas as partes do mundo, como França, Espanha, México, Estados Unidos, Portugal, Alemanha, Brasil, a Áustria faz divisa por vários quilômetros com a Alemanha, e na cidade de Munique Alemanha, residem várias famílias com o sobrenome Bergenthal.
No Brasil, consta que com o inicio da 1º guerra Mundial, dois imigrantes, da família Bergenthal, desembargaram em Rio Grande –RS, e que os mesmos eram irmãos, um permaneceu na região outro, deslocou para o vale do rio pardo, estabelecendo-se como mascate, pai de João Luiz Bergenthal, casado com Antonieta Knebel Bergenthal, João Luiz tem mais três irmãs, que fixaram residência em Venâncio Aires, Porto Alegre e Sta Cruz do Sul, João Luiz teve quatro filhos, Paulo, João Alfredo, Luiz Adão e Eva, destes só João Alfredo sai de Sta Cruz do Sul, hoje tem descendentes do ramo de João Luiz em várias cidades do RS e Estado como Roraima, Minas Gerais etc... Do irmão que ficou em Rio Grande, tem se noticias que o mesmo teve um filho, que se dedica ao apostolado, formando-se Padre, atuando na cidade de Pelotas. A cor azul do brasão simboliza o céu da cidade de Linz, o vermelho o sangue que corre nas veias dos componentes do Clã Bergenthal, estas informações foram catalogadas, através de estudo de amigos que quando viajaram para a Áustria e Alemanha, tiveram esta preocupação de fazer-los pela amizade que temos